# الخور (قطر)
الخور مدينة ساحلية في شمال قطر تقع على بعد 50 كيلومترًا شمال العاصمة الدوحة. يبلغ تعداد سكان مدينة الخور حوالي 30 ألف نسمة حسب آخر إحصاء لسنة 2004.
يربطها بالعاصمة طريقان رئيسيان هما طريق الخور وطريق الشمال وقد سُمّيت الخور قديماً بخور شقيق وتضم مدينة الخور عدد من الأحياء السكنية وتقع شمال الخور مدينة رأس لفان الصناعية، وتم بناء مركز للأغذية فيها وجاري إنشاء مراكز جديده بداخلها ويوجد بها أيضا فندق شاطئ السلطان وكورنيش الخور وتم بناء مستشفى جديد بينها وبين الذخيرة وهو مستشفى الخور.
تعتبر مدينة الخور في الوقت الحاضر واحدة من كبرى المدن القطرية وبها كافة الخدمات العصرية من مدارس ونادي الخور الرياضي ومستشفى الخور العام الذي يخدم مدينة الخور وضواحيها.

## تاريخ
اشتهرت مدينة الخور في الماضي بميناء صيد الأسماك وتجارة اللؤلؤ الطبيعي ولقد كان لطبيعة موقع الخور عنصر جذاب لسكنه منذ القدم، حيث تم اكتشاف آثار من العصر الحجري الحديث 5500 ق.م غرب الخور وآثار من العصر البرونزي 300 ق.م في جزيرة ابن غنام شرق الخور كما اكتشف قمم دفن برأس المطبخ شرق الخور يعود تاريخه إلى القرن السادس ق.م .( 1). ولقد كان لطبيعة موقع الخور عنصر جذاب لسكنه منذ القدم، حيث تم اكتشاف آثار من العصر الحجري الحديث 5500 ق.م غرب الخور وآثار من العصر البرونزي 300 ق.م في جزيرة ابن غنام شرق الخور كما اكتشف قمم دفن برأس المطبخ شرق الخور يعود تاريخه إلى القرن السادس ق.م .
ومما لا شك فيه أن استيطان الخور على فترات التاريخ المتعاقبة خاصة الساحل الجنوبي لملائمته لاستيطان القبائل الرُحَّل وهذا ما أكده الوالد علي بن صالح الحميدي حول اكتشاف بئر جنوب الخور، قد يكون للعليوات وكانوا يترددون على المنطقة بمواسم معينة، لكن من المؤكد كما أفاد السيد مسند بن سعد المسند أنه لم يكن بالموقع أحد عند استقرار المهاندة بالخور.، لكنها كانت مستراحاً للقبائل الرحل والسفن العابرة.

### قصة اكتشاف الخور
وذلك أن اثنين من المهاندة وهما محمد بن بداح وماجد الشقيري كانا يبحثان عن إبل لهما بالمنطقة فوجدا جدول ماء جار أسفل مرتفع من الأرض ( عين حليتان ) وخور صالح لرسوّ السفن عندها تحول المهاندة بعد استحسان القبيلة للموقع الجديد على منازلهم السابقة بشمال قطر في الخوير .
توجد مناطق سياحية كثيرة يمكن زيارتها مثل الكورنيش، نادي الخور الرياضي، متحف الخور، كما يوجد بعض التلال في آخر الكورنيش وأنت باتجاه الذهاب لمدينة الذخيرة ويوجد بها بعض من المساجد القديمة وبعض المنازل الأثرية.

## الجغرافيا
تقع العاصمة القطرية الدوحة على مسافة 57 كيلومترا جنوبا من مدينة الخور. تبعد بعض المدن الأخرى عن الخور كأم صلال علي - 32 كم جنوبا ، الزبارة - 46 كم ، مدينة الشمال - 47.2 كم ، الوكرة - 44.7 كم ، دخان - 86.7 كم.
يطل الخور على خليج محمي تقع عليه جزيرة الخور (المعروفة أيضًا بالجزيرة الأرجوانية وجزيرة بن غانم). عرض الخليج يتراوح من 2.2 إلى 6.5 كم. وترتبط بالبحر المفتوح بقناة عرضها حوالي 750 متراً في نهايتها الجنوبية.
في مسح عام 2010 للمياه الساحلية في الخور أجرته هيئة الإحصاء القطرية، وُجد أن متوسط عمقها كان 5 أمتار (16 قدمًا) ومتوسط الأس الهيدروجيني كان 8.11. علاوة على ذلك كانت درجة ملوحة المياه 48.58 رطل / بوصة مربعة، ومتوسط درجة حرارة 24.72 درجة مئوية، وتحتوي المياه على 6.44 ملجم / لتر من الأكسجين المذاب.

### المناخ
فيما يلي بيانات المناخ لمدينة الخور:
| البيانات المناخية لـالخور          | البيانات المناخية لـالخور | البيانات المناخية لـالخور | البيانات المناخية لـالخور | البيانات المناخية لـالخور | البيانات المناخية لـالخور | البيانات المناخية لـالخور | البيانات المناخية لـالخور | البيانات المناخية لـالخور | البيانات المناخية لـالخور | البيانات المناخية لـالخور | البيانات المناخية لـالخور | البيانات المناخية لـالخور | البيانات المناخية لـالخور |
| الشهر                              | يناير                     | فبراير                    | مارس                      | أبريل                     | مايو                      | يونيو                     | يوليو                     | أغسطس                     | سبتمبر                    | أكتوبر                    | نوفمبر                    | ديسمبر                    | المعدل السنوي             |
| ---------------------------------- | ------------------------- | ------------------------- | ------------------------- | ------------------------- | ------------------------- | ------------------------- | ------------------------- | ------------------------- | ------------------------- | ------------------------- | ------------------------- | ------------------------- | ------------------------- |
| متوسط درجة الحرارة الكبرى °م (°ف)  | 20.5 (68.9)               | 22.5 (72.5)               | 27 (81)                   | 32.5 (90.5)               | 39 (102)                  | 41.5 (106.7)              | 42 (108)                  | 40.5 (104.9)              | 39 (102)                  | 35 (95)                   | 29 (84)                   | 23 (73)                   | 32.6 (90.7)               |
| متوسط درجة الحرارة الصغرى °م (°ف)  | 12 (54)                   | 13.5 (56.3)               | 16 (61)                   | 21 (70)                   | 25 (77)                   | 26.5 (79.7)               | 28.5 (83.3)               | 27.5 (81.5)               | 26 (79)                   | 23.5 (74.3)               | 20 (68)                   | 14 (57)                   | 21.1 (70.1)               |
| الهطول مم (إنش)                    | 11 (0.4)                  | 1.5 (0.06)                | 2 (0.1)                   | 6.5 (0.26)                | 1 (0.0)                   | 0 (0)                     | 0 (0)                     | 0 (0)                     | 0 (0)                     | 0.25 (0.01)               | 13.5 (0.53)               | 22 (0.9)                  | 57.75 (2.26)              |
| متوسط الرطوبة النسبية (%)          | 61                        | 60                        | 56                        | 53                        | 49                        | 50                        | 51                        | 57                        | 60                        | 63                        | 69                        | 74                        | 59                        |
| المصدر: Qatar Statistics Authority |                           |                           |                           |                           |                           |                           |                           |                           |                           |                           |                           |                           |                           |

## تطور مدينة الخور

### المرحلة الأولى
استيطان المهاندة في منتصف القرن الثامن عشر حتى انهيار صناعة الغوص في الربع الثاني من القرن العشرين . كانت مدينة الخور ميناء ومركزاً للغوص ومارس سكانها الغوص عن اللؤلؤ في موسم الصيف كنشاط رئيسي وكذلك صيد البر والبحر وينتقل السكان إلى مقارهم الشتوية حيث إبلهم وماشيتهم حول الروض وموارد المياه المنتشرة في ربوع قطر وذلك بعد انقضاء موسم الغوص. وخلالها شُيّدت أبراج حول المدينة للرصد والحماية.

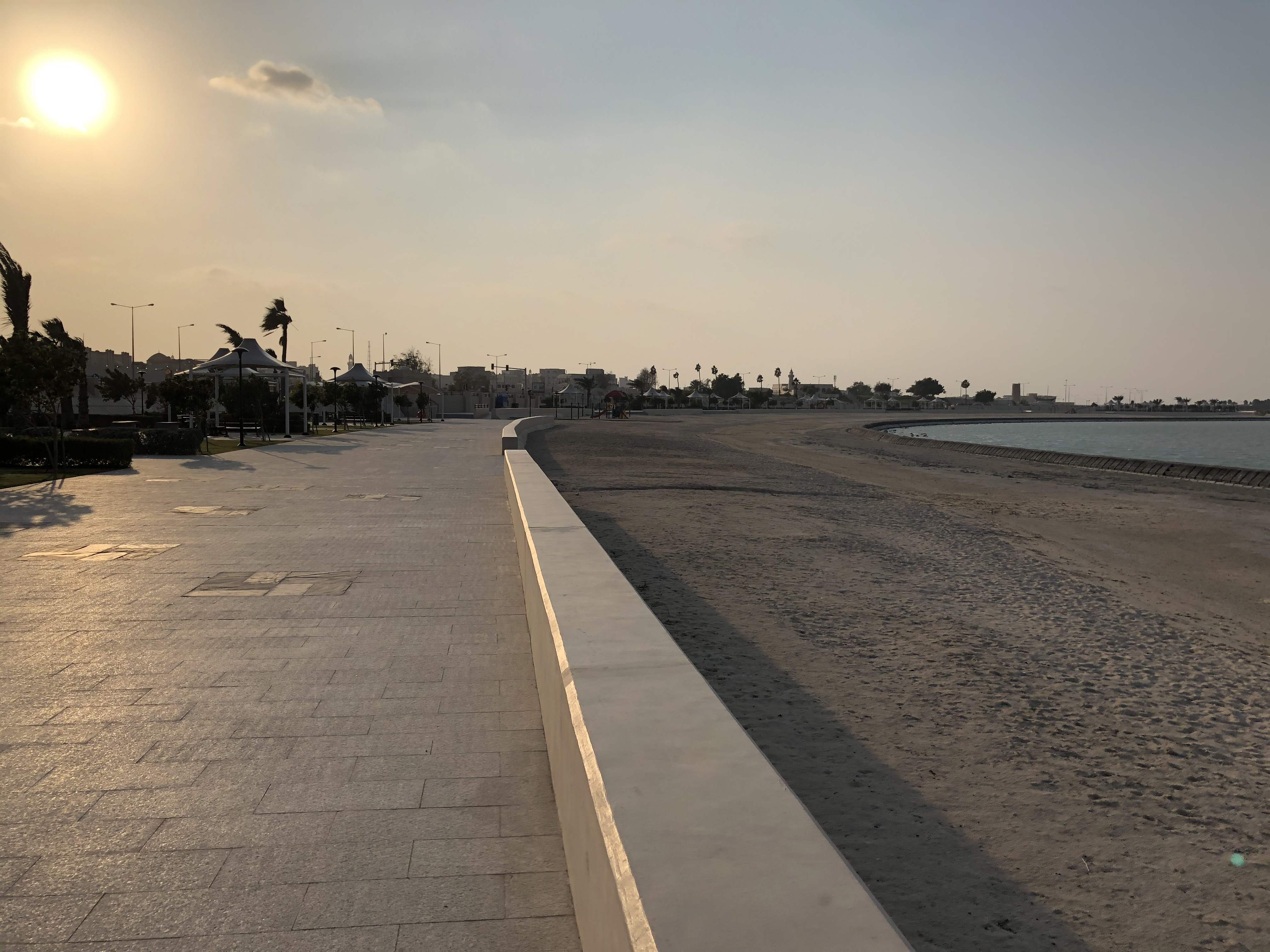
كورنيش الخور

### المرحلة الثانية
بدأت من منتصف أربعينيات القرن العشرين حيث بدأ عصر النفط وحتى الاستقلال خلالها ترك السكان صيد اللؤلؤ وعملوا بشركة النفط وخلالها أُنشئت المدارس وبنيت المستشفى ومركز الشرطة وبدأ العمران يزحف خارج المدينة القديمة واتصلت المدينة بالعاصمة (الدوحة) بطريق مرصوف .

### المرحلة الثالثة
بعد الاستقلال حيث أُنشئت البلدية 1972م وتم إعادة تخطيط المدينة من جديد وذلك بعد هدم بيوت الخور القديمة وبناء مساكن حديثة مكانها كما افتتحت فروع لكافة الإدارات الحكومية لخدمة المواطن . وعادة أهمية المدينة بعد استغلال حقل غاز الشمال حيث أُنشئت مدينة رأس لفان الصناعية.

## السياحة والمعالم
- الجامع القديم: ويقع حالياً على مرتفع يطل على كورنيش الخور ويعود تاريخ إنشائه إلى المرحلة الأولى من تاريخ الخور . كما توجد بعض المساجد القديمة قائمة حتى الآن بوسط مدينة الخور.
- متحف الخور : افتتح عام 1991م ويشغل بمبنى مركز الشرطة الخور سابقاً والذي شُيّد على ساحل الخور، ويتألف المتحف من طابقين، خصصت القاعة الأرضية لقسم الدراسة البشرية (الأنثروبولوجيا) وما يتعلق بالحياة البرية والبحرية والعادات والتقاليد الخاصة بالصيد والغوص وصناعة السفن التقليدية التي اشتهرت بها مدينة الخور منذ القدم وخصصت القاعة العلوية لعرض ما كشف عنه التنقيب في موقع الخور لعرض توضيحي لصناعة الأصباغ قديما من القواقع البحرية وتضم أيضا خرائط جيولوجية توضح التغير الذي طرأ على شبه جزيرة قطر خلال الأزمنة الحديثة منذ 120000 سنة
- عين حليتان : وهي نبع مائي قليل العذوبة يفصلة عن الساحل الغربي للخور نهاية شارع الكورنيش، وقد كانت سبباً رئيسياً لاستيطان قبيلة المهاندة بمدينة الخور .
- الأبراج : شُيّدت حول مدينة الخور، للرصد والحماية منذ قرن تقريباً ولم يبقَ من ثمانية أبراج سوى ثلاثة .
- سوق الخور القديم : يقع وسط المدينة ويتجاوز عمره نصف قرن من الزمان .
- المدارس القديمة :وهما مدرستا البنين والبنات الابتدائية وأُنشئتا على النحو التالي، البنين في بداية الخمسينات والبنات في نهاية الخمسينات من القرن العشرين .
- مستشفى الخور القديم : أُنشئ في خمسينيات القرن العشرين يجاور المدرسة الابتدائية للبنين القديمة من الشرق ويضم عيادة وسكناً للمرضين الذين قاموا بتشغيلية حتى افتتاح مركز الخور الصحي في بداية السبعينات .

## الرياضة
يوجد في مدينة الخور نادي رياضي يُسمّى نادي الخور القطري واستاد رياضي لنادي الخور يُسمّى استاد الخور .

## مصدر
1. ↑  "معلومات عن الخور (قطر) على موقع geonames.org". geonames.org. مؤرشف من الأصل في 2019-12-11. {{استشهاد ويب}}: |archive-date= / |archive-url= timestamp mismatch (مساعدة)
2. ↑  "Qatar in Figures" (PDF). Ministry of Development Planning and Statistics. 2015. ص. 9. مؤرشف من الأصل (PDF) في 2017-05-13. اطلع عليه بتاريخ 2018-07-07.
3. ↑  Carter، Robert Jr.؛ Killick، Robert (2014). Al-Khor Island: Investigating Coastal Exploitation in Bronze Age Qatar (PDF). Moonrise Press Ltd. ص. 40. ISBN:978-1910169001. مؤرشف من الأصل (PDF) في 2022-11-20.
4. ↑  "Qatar Infrastructure Statistics" (PDF). Qatar Statistics Authority. مايو 2012. ص. 29. مؤرشف من الأصل (PDF) في 2020-07-29. اطلع عليه بتاريخ 2019-03-18.
5. ↑  "Temperature/Humidity/Rainfall". Qatar Statistics Authority. مؤرشف من الأصل في 22 مارس 2013. اطلع عليه بتاريخ 24 يونيو 2018.